# Charles Rudd

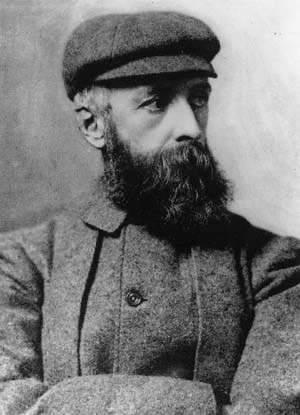
Charles Rudd (vor 1916)

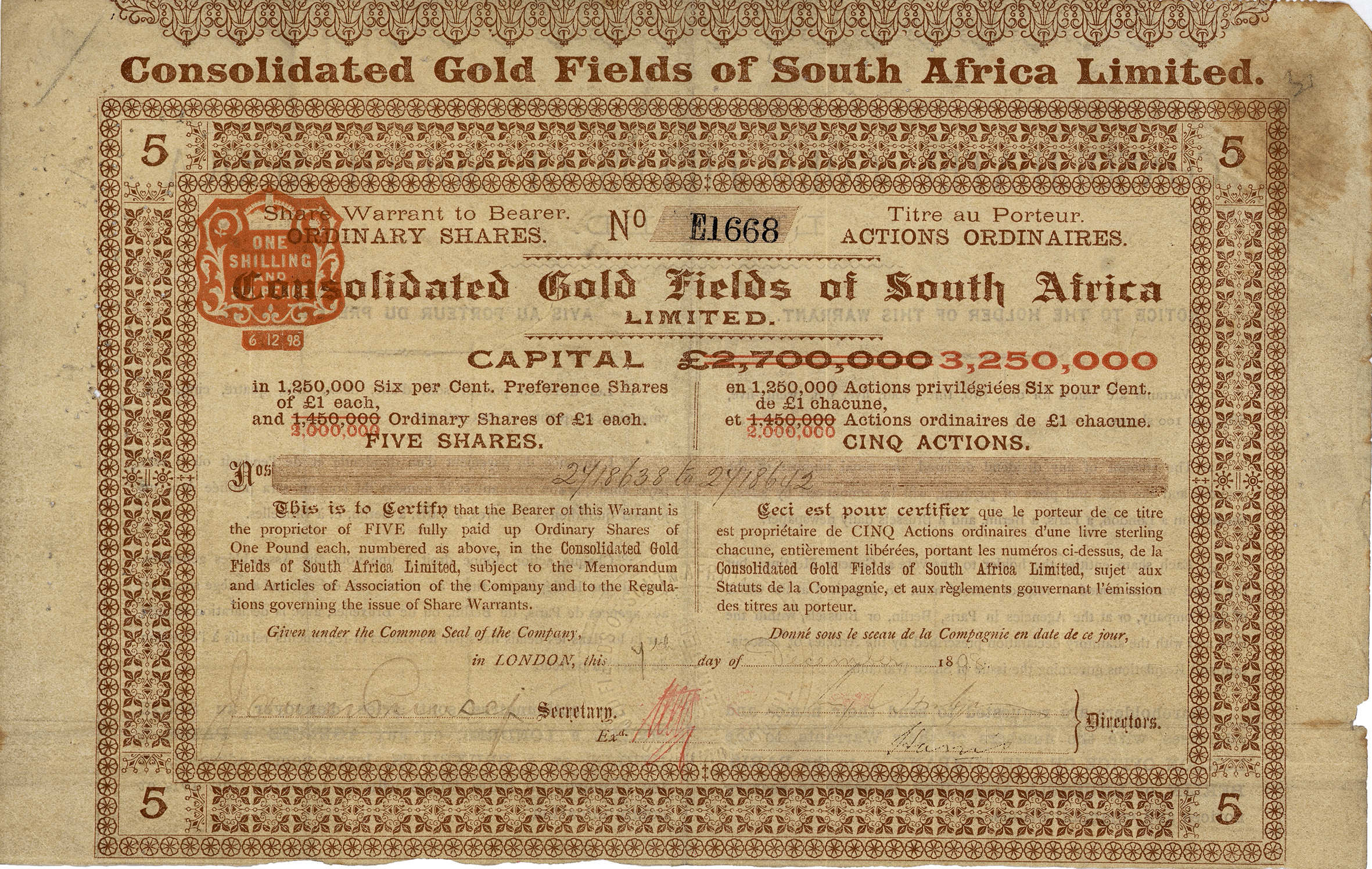
Sammelaktie der Consolidated Gold Fields of South Africa vom 7. Dezember 1898

Charles Dunell Rudd (* 22. Oktober 1844 in Hanworth in North Norfolk; † 15. November 1916 in London) war ein britischer Gold- und Diamantenmagnat. Er war Geschäftspartner von Cecil Rhodes, Mitbegründer von De Beers, der ein Vermögen im Gold- und Diamantenboom in der Kapkolonie machte.

## Aufstieg
Rudd war eine Hauptfigur im südafrikanischen Diamantenrausch des 19. Jahrhunderts. Er brach sein Studium am Trinity College (Cambridge) 1865 ab und ging als Abenteurer in die Kapkolonie. 1872 traf er Rhodes und wurde dessen Geschäftspartner und Vertreter. Er erledigte die schwierigen Verhandlungen vor Ort, während sich ein weiterer Partner namens Alfred Beit um die Finanzierung kümmerte, so zuerst beim Aufkauf der Schürfrechte in Kimberley, dann bei der Gründung der The Gold Fields of South Africa und später in Matabeleland bei König Lobengula 1888. 
Diese Aufkäufe öffneten den Weg erst zum Diamantenmonopol in Südafrika, dann zu den Goldbergwerken in Rhodesien. Beide gründeten zusammen mit Beit die De Beers Consolidated Mines Company für Diamanten, dann die British South Africa Company (BSAC) für Gold und die Besiedelung Rhodesiens. Dieser Name war schon 1895 als Begriff für diese Region gebräuchlich. Es war die BSAC, die die Aufstände der Ndebele und der Shona 1893 und 1897 niederschlug, und es waren BSAC-Siedler, die auf der Shangani-Patrol ums Leben kamen. 
1902 zog Rudd sich ins Privatleben nach Schottland zurück und kaufte sich einen Landsitz in Ardnamurchan. Er starb 1916 an einer gescheiterten Prostata-Operation in London.